# اريك كاسل
اريك كاسل (بالإنجليزية: Eric Castle)‏ هو لاعب كرة قدم أمريكية أمريكي، ولد في 15 مارس 1970 في لونغفيو في الولايات المتحدة.